# 方貞觀
方世泰（1679年—1747年），字贞观，一字履安，别号南堂，一号洞佛子，清初桐城（今安徽桐城）人。
方世举堂弟。生于康熙十八年（1679年）仲冬初三日，與同里馬樸臣并以诗著称。弱冠補諸生，屢落秋試，遂絕意進取。康熙五十年（1711年）为戴名世《南山集》案牵连，隶入旗籍。雍正元年（1723年）得以赦歸。与汪退谷、王篛林、庐雅雨诸名士相友善。薦舉博學鴻詞科，不就。乾隆十一年十月初二日去世，享年六十八。有《南堂诗钞》。 